# Cuckoo
『cuckoo』（カッコウ）は、1998年11月11日に発売されたCASCADEの7枚目のシングル。

## 解説
前作｢FLOWERS OF ROMANCE｣から3か月ぶりに発売された。
初回限定盤のみ段ボールジャケット仕様となっている。
PVには当時、女優でグラビアアイドルだった榊安奈が出演している。

## 収録曲
1. cuckoo
作詞:TAMA、作曲:MASASHI、編曲:CASCADE・白井良明
NHK総合テレビ｢ポップジャム｣10月〜12月エンディングテーマ
2. エントロビースト
作詞：TAMA、作曲:MASASHI、編曲:CASCADE・白井良明
UHA味覚糖「カラセラ」CMイメージソング。CMにはメンバーも全員出演。
3. cuckoo (non vocal edit)